# Kommentar till ett stjärnfall

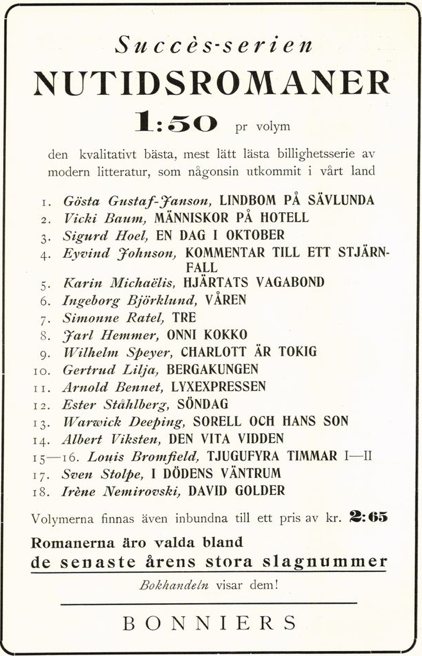
Annons i Biblioteksbladet 1936.

Kommentar till ett stjärnfall är en roman av Eyvind Johnson utgiven 1929.
Romanens berättarstil var nyskapande för sin tid med flera parallella handlingar och stream of consciousness-teknik. Den innebar Eyvind Johnsons genombrott bland kritikerna.

## Handling
I centrum för romanen står Carl-Alfred Stormdahl, en framgångsrik fruktimportör som drabbas av sinnessjukom. Handlingen börjar med att Stormdahl får Vasaorden. Därigenom rubbas hans balans och hans hustru utnyttjar situationen för att få honom internerad på sinnessjukhus. Han har två utomäktenskapliga söner med olika mödrar, Magnus Lyck och Andreas Sonath. Namnen markerar deras skilda läggningar. Magnus är den jordnära arbetarpojken medan Andreas är den intellektuelle med konstnärliga ambitioner. Gemensamt är att båda söker en väg i tillvaron med grubbel över människan, ondskan i världen och tillvarons mening. Deras karaktärer, som återspeglar en inre konflikt hos författaren, skiljer sig från Stormdahl som är en enkel man. Tecknad med sympati framställs han som naiv och generös, obildad men inte dum och fåfäng på ett oförargligt sätt. Han är sliten av mycket och hårt arbete och drivs in i sinnessjukdomen när han efterhand blir allt mer fixerad vid bananskal som ligger slängda på marken. Andraplansfigurer i handlingen utgör bland andra uppkomlingen Emil Larssons uppgång och fall i företagsbranschen med firman Larssons Lack och Stormdahls bror Nils som skriver på ett akademiskt arbete som aldrig blir färdigt.

## Mottagande
Kommentar till ett stjärnfall utkom i oktober 1929 och fick ett övervägande positivt mottagande. Anders Österling tyckte att romanen befäste intrycket av Eyvind Johnson som "den skarpaste och originellaste inom sin generationsgrupp". Artur Lundkvist karakteriserade verket som "en stor, nutida samhällsskildring" och, framför allt, "en skildring av människor, deras sinnen och själstillstånd; det är här han visar vad han kan". Många betonade romanens analytiska och psykologiska djup. Elmer Diktonius hävdade att "Den nya svenska prosan är i mångt och mycket beroende av Eyvind Johnsons utveckling".